# GoldWave

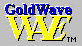
Logo de GW

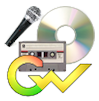
Logo de GW

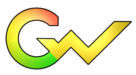
Logo de GW

GoldWave est un logiciel de montage numérique audio, un éditeur audio populaire et commercial pour la manipulation des sons numériques, audio multipistes/vidéo et logiciel de mixage (Multiquence & VideoMeld), pour des systèmes informatiques personnels.

## Histoire
"GoldWave Inc" est nommée en 2001 après l’édition de "GoldWave Digital Audio" qui a été commercialisée en avril 1993. Le logiciel a continué de s’améliorer au cours des 20 dernières années et est considéré actuellement comme l’un des meilleurs de sa catégorie.[réf. nécessaire]
"GoldWave" est un logiciel réalisé à l’origine par Chris Craig (Canada) à partir d’une idée de Freeware (ScopeTrax 1992). "GoldWave Audio Digital" devient, à partir de 2001, "GoldWave Inc". "GoldWave" permet de créer, d’éditer, de traiter, de modifier, de scinder, d'assembler, de convertir des sons numériques. Chris CRAIG a donné son autorisation de publier en langue française et à partir de son logiciel, un tutoriel à l'usage des francophones " GoldWave 2013"

## Caractéristiques
"GoldWave" peut capturer les sons venant de l’entrée ligne de votre carte-son. Il est possible d’enregistrer des sons issus de cassettes à bandes magnétiques ou de disques vinyles avec des appareils connectés sur cette entrée. "GoldWave" capture également tous les sons qui transitent par l’ordinateur par l’entrée Mixage Stéréo, webradio, web-télévision, bandes-son des pages internet, bandes-annonces vidéo, diffusions en streaming (courant continu), bruitages de jeux vidéo, conversation téléphonique, etc. Votre propre voix sera enregistrée avec un micro branché sur l’entrée Microphone et sera sauvegardée parmi l’un des multiples formats d’exportation.
Ce logiciel est caractérisé par : un "Direct-To-Disk" permettant d’enregistrer et de traiter des sons de plusieurs minutes ou de plusieurs heures (autant que le disque dur peut en contenir); des effets de traitement simples et efficaces (modification d’enveloppe et de fréquence, Doppler notamment) ; son éditeur de fonctions mathématiques permettant de générer des sons (fonction générateur) ou de les traiter (les fonctions mathématiques peuvent s’appliquer à des objets Waves) et d’appliquer ses traitements spéciaux : Echo/Réverbération, Transposition, Flanger, Mécanisation, etc. Pour l’extensibilité maximale, plusieurs interfaces de module d’extension sont acceptées pour des formats de fichier, des interfaces personnelles et des effets divers.

## Description
"GoldWave" dispose d'une panoplie de fonctions groupées qui définissent le programme :
- Visuels graphiques en temps réel, tels que barres 3D, forme d'onde, spectrogramme, spectre, vu-mètre, sonagramme, etc.,
- Effets et filtres, tels que la réduction de bruit, compresseur/expanseur, volume de mise en forme, adaptateur de volume, hauteur, réverbération, ré-échantillonnage, égaliseur paramétrique, etc.,
- Prévisualisation d'effets,
- Sauvegarde et restauration des prévisualisations d'effets,
- Support de Plug-in audio DirectX (plugiciel),
- Une variété de formats de fichiers audio pris en charge, y compris mais non limité à WAV, MP3, Wma, Ogg, Flac, Aiff, au, Vox, Snd, m4a, avi, Opus, etc.,
- Le traitement et la conversion par lots vous permet de convertir un ensemble de fichiers dans un format différent et d'appliquer des effets.
- Multiples niveaux de retour en arrière (Undo & Redo),
- Édition multiple de fichiers en simultanée,
- Édition de fichiers longs (3 heures),
- Option disponible pour la sauvegarde directe en mémoire vive (Ram).
- Etc (voir le tutoriel "GoldWave 2013" (pour les francophones)).

## Versions antérieures et compatibilité actuelle
"GoldWave" est développé en langue anglaise pour tous les systèmes d'exploitation Windows. Bien que "GoldWave" fonctionne sous Windows 98SE et les versions antérieures, le logiciel est parfois inutilisable sur ces systèmes. La version 4.26 fonctionne toujours sur les plateformes actuelles et permet un apprentissage facile aux non-initiés.
Le programme nécessite au minimum un microprocesseur Pentium III cadencé à 700 MHz équipé de DirectX 8, désormais nécessaires à la configuration minimale requise par rapport au Pentium II cadencé à 300 MHz équipé de DirectX 5 requis par les versions précédentes. La version 5.70 sera, d'après l'éditeur, la dernière version en mode 32 bits et les exigences systèmes minimales augmenteront pour les versions 6.00.